# شهرستان الحیمه الداخلیه
ناحیهٔپ الحیمة الداخلیة (به عربی: مدیریة الحیمة الداخلیة) یک  شهرستان در یمن است که در استان صنعا واقع شده‌است.

## خصوصیات
ناحیهٔ الحیمة الداخلیة ۴۶۳ کیلومترمربع مساحت و ۸۳٬۲۳۴ نفر جمعیت دارد.